# Bleachers
Bleachers ist eine US-amerikanische Indie-Pop-Band aus New York. Der Sänger der Band ist der Musikproduzent und Songwriter Jack Antonoff. Die Musik der Band wurde vor allem durch die Filme des Regisseurs John Hughes beeinflusst.

## Geschichte
Zuvor gehörte der Sänger Jack Antonoff der Band Steel Train und der Band Fun. an, mit der er 2012 zwei Grammys in den Kategorien Song of the Year (We Are Young) und Best New Artist gewinnen konnte. Im Jahr 2014 veröffentlichte er mit seiner neuen Band Bleachers die erste Single I Wanna Get Better. Es folgte das Debütalbum Strange Desire, auf dem außerdem die Sängerinnen Grimes und Yoko Ono zu hören sind. Im Jahr 2015 folgte das zweite Studioalbum Terrible Thrills Vol. 2, auf dem ausschließlich Neuinterpretationen von weiblichen Künstlern (u. a. Sia) der Lieder des Debütalbums zu hören sind. Im Jahr 2017 erschien das dritte Studioalbum der Band, Gone Now. Auf diesem Album sind u. a. Julia Michaels, Lorde und Carly Rae Jepsen als Backgroundsängerinnen zu hören. Lorde und Julia Michaels waren außerdem am Songwriting beteiligt.
Die Songs I Wanna Get Better (August 2014) und Rollercoaster (März 2014) aus dem Album Strange Desire konnten in den Billboard Alternative Song Charts Platz 1 bzw. Platz 3 belegen. Der Song Don't Take the Money (Juli 2017) aus dem Album Gone Now erreichte in derselben Kategorie Platz 3.

## Diskografie
Studioalben
- 2014: Strange Desire
- 2017: Gone Now
- 2021: Take the Sadness Out of Saturday Night
- 2024: Bleachers

Livealben
- 2018: MTV Unplugged

Kompilationen
- 2015: Terrible Thrills, Vol. 2
- 2019: Terrible Thrills, Vol. 3

EPs
- 2014: Spotify Sessions
- 2014: Strange Desire (The Demos)

Singles
- 2014: I Wanna Get Better (US: Platin)[11]
- 2014: Shadow
- 2014: Rollercoaster (US: Gold)
- 2014: Like a River Runs
- 2015: Entropy (mit Grimes)
- 2017: Don’t Take the Money (US: Gold)
- 2017: Hate That You Know Me
- 2017: Everybody Lost Somebody
- 2017: I Miss Those Days
- 2018: Alfie’s Song (Not So Typical Love Song)
- 2020: 45
- 2020: Chinatown (mit Bruce Springsteen)
- 2021: Stop Making This Hurt
- 2021: How Dare You Want More
- 2021: Secret Life (mit Lana Del Rey)
- 2022: Anti-Hero (Taylor Swift feat. Bleachers)
- 2023: Modern Girl
- 2023: Alma Mater
- 2024: Tiny Moves
- 2024: Me Before You